# الصوار الأبيض الأمامي
الصوار الأبيض الأمامي (بالإنجليزية: Anterior white commissure)‏ هو عبارة عن حزمة من الألياف العصبية التي تعبر الخط الأوسط للحبل الشوكي أمام الصوار الرمادي (صفيحة ريكسيد X). تساهم ألياف إيه دلتا (ألياف Aδ) وألياف سي التي تحمل الإحساس بالألم في القناة الشوكية المهادية في هذا الصوار، كما تفعل ألياف القناة القشرية النخاعية الأمامية، التي تحمل الإشارات الحركية من القشرة الحركية الأولية.
اثنتان من الطرائق الحسية الخمس، الألم ودرجة الحرارة، تتقاطعان عند الصوار الأبيض الأمامي، وتصل إلى الجانب المقابل حول مستويين فقريين منقاريين إلى أصلهما. وبالتالي فإن القناة الشوكية المهادية تتفرع بعد وقت قصير جدًا من دخول الحبل الشوكي، وتصعد في الحبل الشوكي، في الاتجاه المعاكس للجانب الذي توفر فيه المعلومات الحسية (الألم ودرجة الحرارة). لذلك، فإن الضرر الذي يكون ذيلي للتنطق الحسي حيث تتقاطع طرائق الثلاثة أخماس المتبقية (في النخاع العلوي) سيؤدي إلى ألم مقابل (الجانب المقابل) وفقدان درجة الحرارة (حيث أن هذا قد عبر بالفعل عند الصوار الأبيض الأمامي)، في حين أن فقدان اللمس الخام والضغط واستقبال الحس العميق سيكون في نفس الجانب (نفس الجانب) حيث لم يتم عبورهم بعد.